# Georgina Haig
Georgina Haig (Melbourne, 3 d'agost de 1985) és una actriu de televisió i pel·lícules australiana.
Es va graduar al Western Australian Academy of Performing Arts el 2008.

## Filmografia

### Cinema
| Any  | Títol               | Paper             | Notes        |
| ---- | ------------------- | ----------------- | ------------ |
| 2008 | Iris                | Chloe             | curtmetratge |
| 2008 | Lost & Found        | Louisa            | curtmetratge |
| 2010 | Lest We Forget      | Cheryl            | curtmetratge |
| 2010 | Road Kill           | Liz               |              |
| 2010 | Wasted on the Young | Simone            |              |
| 2011 | Recon 6             | Christine         | curtmetratge |
| 2011 | Crawl               | Marilyn Burns     |              |
| 2012 | The Sapphires       | Glynnis           |              |
| 2013 | Nerve               | Grace             |              |
| 2014 | The Mule            | Jasmine Griffiths |              |

### Televisió
| Any       | Títol                                           | Paper                   | Notes           |
| --------- | ----------------------------------------------- | ----------------------- | --------------- |
| 2009–2010 | Underbelly: A Tale of Two Cities                | Georgina Freeman        | 6 episodis      |
| 2010      | Rescue: Special Ops                             | Emma Griffiths          | 3 episodis      |
| 2011      | The Elephant Princess                           | Zamira                  | Elenc principal |
| 2012      | Dance Academy                                   | Mistii                  | 3 episodis      |
| 2012      | Fringe                                          | Henrietta "Etta" Bishop | 5 episodis      |
| 2012      | A Moody Christmas                               | Patience                | 1 episodi       |
| 2013      | The Elegant Gentleman's Guide to Knife Fighting | Diversos personatges    | 6 episodis      |
| 2014      | INXS: Never Tear Us Apart                       | Paula Yates             | 2 episodis      |
| 2014      | Reckless                                        | Lee Anne Marcus         | 13 episodis     |
| 2014      | Once Upon a Time                                | Reina Elsa              | 12 episodis     |
| 2015      | Maximum Choppage                                | Elle                    |                 |